# Stabijhoun
Stabijhoun är en hundras från Nederländerna. Den är en stående fågelhund av kontinental spanieltyp. I hemlandet hör den till populäraste hundraserna.

## Historia
Stabijhoun kommer från Friesland. Den är en av många nationella och regionala varianter av den allmänt förekommande kontinentala fågelhund som står mellan spaniel och setter i typ. En teori är att sådana hundar kommit till Nederländerna under det spanska styret under andra halvan av 1500-talet. Första gången stabijhoun omnämns var i början av 1800-talet.
Namnet stabijhoun kommer från det nederländska uttrycket sta-mij-bij som betyder stå mig bi. En äldre stavning som förekommen är stabyhoun. Idag stavas det vanligen stabijhoûn eller stabijhoun förenklat. Namnet uttalas stabejhun. I sitt hemland kallas den för stabij eller bijke.
Stabijhounen har varit allmogens hund och har därför använts för olika arbetsuppgifter. Den har fått vara en mångsidig hund, allt från gårdshund för att hålla efter skadedjur till stötande och apporterande hund för småviltjakt. Mullvadsjakt var ett sätt att dryga ut hushållskassan då mullvadsskinn kunde användas som foder i handskar.
1942 blev stabijhoun erkänd av den holländska kennelklubben och 1947 bildades rasklubben. Det ursprungliga avelsunderlaget bestod av ett trettiotal individer. Först 1968 slöts stamboken för rastypiska individer utan stamtavla.
Det finns över 700 registrerade hundar i Sverige enligt Jordbruksverkets register.

## Egenskaper
Rasen skall som sällskapshund vara tillgiven, mjuk och vänlig. Den skall vara intelligent, lydig, lättlärd, lugn och vaksam, men aldrig aggressiv. Alert, pigg, arbetsvillig, vaksamt, social. Den har lätt för att lära. Stabijen är en hund som vill jobba och lösa problem. Den kan vara envis.
Jaktegenskaperna varierar mycket mellan individerna med allt från totalt ointresse till stor jaktlust. Trots att stabijerna räknas som stående fågelhundar så är dess jaktsätt mer likt stötande och apporterande hundars. Några stabijer används även framgångsrikt som kortdrivande hundar på klövvilt. I Sverige används stabijer till fågeljakt, småviltjakt och som eftersökshundar. För rasen ordnas jaktprov för kontinentala fågelhundar.
Stabijen är mycket familjekär men kan vara avvaktande mot främlingar. En aktiverad stabij är en harmonisk hund.

## Utseende
Stabijen ska vara kraftfullt byggd, något längre än hög. Den får varken vara för grov eller för spensligt byggd. Tillåtna färger är svart/vit, brun/vit och orange/vit. I det vita är det ofta små prickar i den mörka färgen. Öronen är små och hängande.